# Albino Varotti

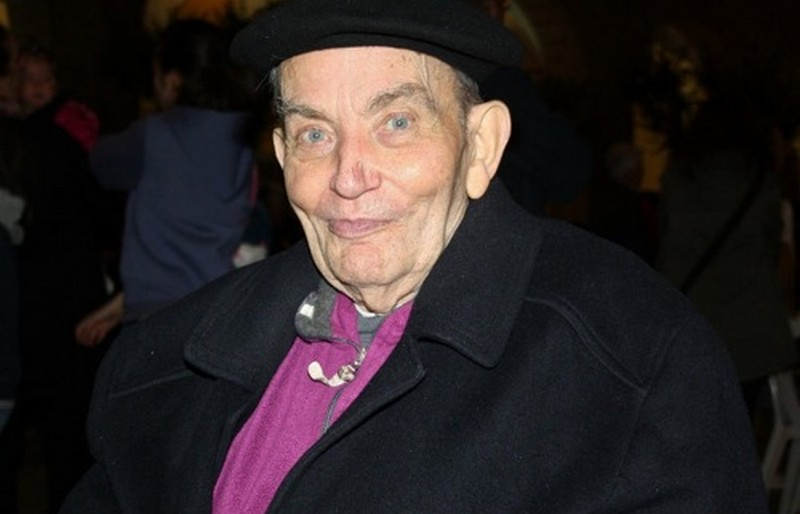
Padre Albino Varotti O.F.M. Conv. qualche anno prima della morte.

Padre Albino Varotti  O.F.M. Conv. (Volano di Codigoro, 13 maggio 1925 – Castel Bolognese, 18 gennaio 2018) è stato un francescano, musicista e compositore italiano.

## Biografia
Nel 1938 entra nell'Ordine dei Frati Minori Conventuali presso il Seminario minore di Longiano (Forlì), dove inizia l'attività musicale.
Dopo una permanenza nella Basilica di Sant'Antonio di Padova, nel 1943 è nella chiesa di San Francesco a Faenza, dove studia diplomandosi presso il Liceo Classico “Evangelista Torricelli” e diviene organista del Tempio Monumentale di San Francesco a Faenza.
A Bologna intraprende gli studi musicali di composizione e direzione d'orchestra con Lino Liviabella, compositore e pianista, che prosegue con O. Faccenda e R. Lupi; si diploma in musica corale a Bologna ed in strumentazione per banda a Pesaro. Inoltre, è stato allievo di B. Somma e G. Farina per la composizione polifonica.
Ha insegnato sia in vari Istituti statali e dell'Ordine francescano, sia presso il Conservatorio statale “Luigi Cherubini” di Firenze ricoprendo la cattedra di armonia e contrappunto.
Compiuti gli studi teologici, presso il Seminario Vescovile faentino, nel 1949 viene consacrato sacerdote da mons. Giuseppe Battaglia, vescovo di Faenza (1944-1976).
Nel 1950 è istruttore del coro e dal 1954 è segretario della Commissione Generalizia di Musica Francescana, designato dal padre Domenico Stella, direttore della Cappella Musicale Patriarcale di San Francesco in Assisi, come suo successore, ed averne ricoperto l'incarico, ha in seguito curato la direzione della Cappella Musicale di San Rufino in Assisi, in collaborazione con il canonico don Giuseppe Biselli (1925-2017).
Nel 1966-1967 è stato maestro di cappella della Basilica di San Francesco in Assisi. Ha riordinato gli archivi musicali francescani di Assisi e di Bologna.
Ha lavorato Faenza presso il Convento annesso alla chiesa di San Francesco, dove è stato Direttore della Cappella Musicale.
Nell'arco della sua vita ha prestato servizio come assistente ecclesiastico presso diversi gruppi Scout d'Italia.
Ha trascorso gli ultimi anni della sua vita a Castel Bolognese (di cui è stato insignito nel 2007 della cittadinanza onoraria e di cui ha composto l'inno nel 2013) presso la casa protetta "Camerini".

## Opere
Ha composto molte opere di musica sacra, fra cui si ricordano:
- Il figliol prodigo (1952), oratorio;
- I misteri dolorosi (Faenza, 1954), sacra rappresentazione;
- Magnificat a tre voci, organo ed orchestra (1955);
- Vesperi in festo Immaculatae Conceptionis per tre voci, organo ed orchestra (1957);
- Dante in Santa Croce del Corvo (1965), scena lirica;
- La vestizione di santa Chiara d'Assisi (1969), oratorio;
- Inno a san Rufino di Assisi (1970);
- gli oratori San Pier Damiani, Sanctus Franciscus e il Matutino Assisano.

Le sue composizioni più celebri e più eseguite sia in Italia e all'estero sono:
- * Laudes Italiae (o Sole d'Italia, campane d'Assisi), un poema lirico per soprano ed arpa con testo del poeta danese Johannes Jorgensen e mons. Giuseppe Placido Nicolini;
- Ecce sacerdos magnus, introduzione alla messa pontificale.

## Opere per organo e per tastiera
Fuga in re minore per Organo con parte di pedale su un tema di Wolfgang Amadeus Mozart (copia presso: Collezione Privata Musicologo M. G. Genesi, Piacenza)